# قنطريون بتوسيموببوس
قنطريون بتوسيموببوس (باللاتينية: Centaurea ptosimopappa) نوع نباتي يتبع جنس القنطريون من الفصيلة النجمية. سمي على اسم عالم النبات بتوسيموببوس.

## الموئل والانتشار
ينتشر في بلاد الشام وتركيا.

## مرادفات للاسم العلمي
- (باللاتينية: Ptosimopappus bracteatus Boiss.)
- (باللاتينية: Petrodavisia bracteata (Boiss.) Holub)
- (باللاتينية: Ptosimopappus bracteatus Boiss.)